# 克萊頓 (喬治亞州)
克萊頓（英語：Clayton）是一個位於美國喬治亞州雷本縣的城市。根據2010年美國人口普查，該地人口為2047人，而該地的面積約為8.00平方千米。同時該地也是雷本縣的縣治。

## 地理
克萊頓的座標為32°52′40″N 83°24′06″W / 32.87778°N 83.40167°W，而該地的平均海拔高度為588米（即1929英尺）。